# Narząd Johnstona

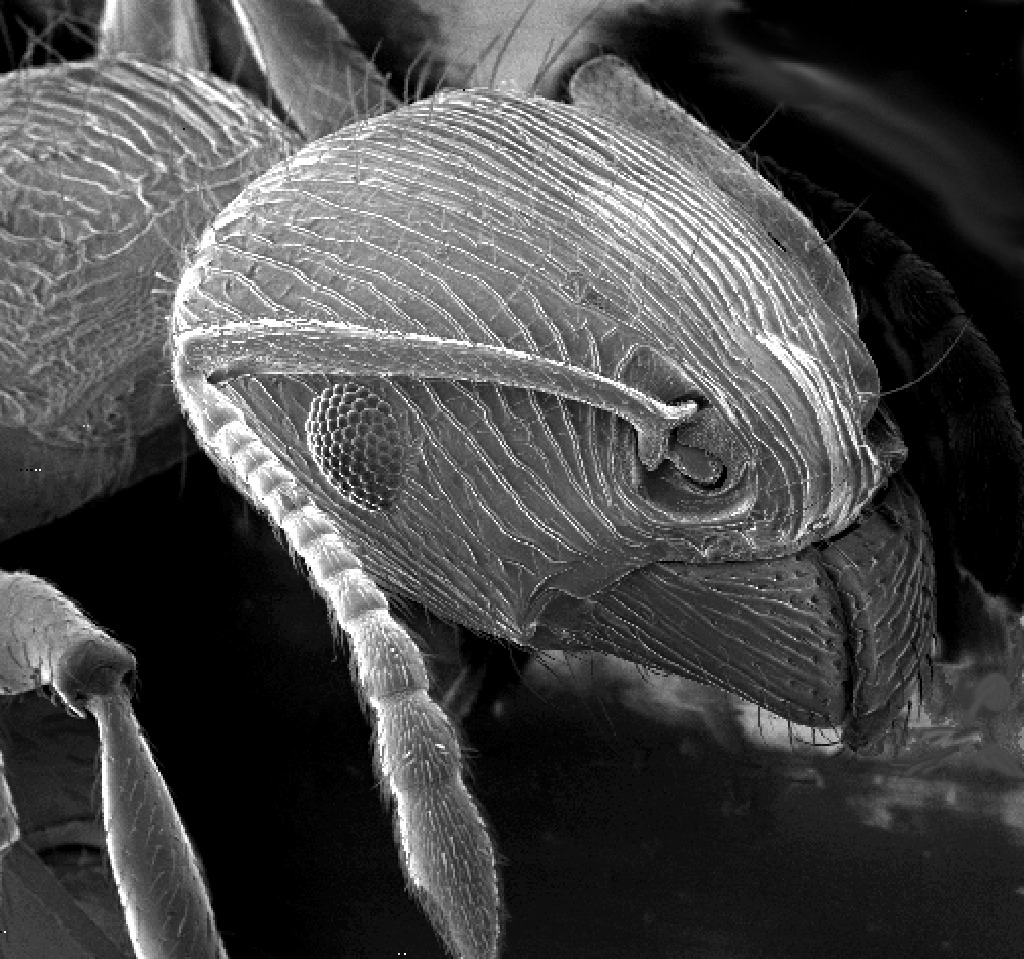
Obraz mrówki ze skaningowego mikroskopu elektronowego.

Narząd Johnstona jest zaliczany do narządów chordotonalnych (strunowych) owadów.
Zlokalizowany w drugim członie czułków, występujący u większości gatunków, choć w różnym stopniu rozwinięty; budujące go komórki zmysłowe (skolopidia) wrażliwe są na zmiany mechaniczne i wibracje w obrębie stawów i błon stawowych oraz włosków czułka, wywołane przez drgania powietrza lub fale dźwiękowe. Dlatego też jest on odpowiednikiem ludzkiego błędnika – odpowiada za utrzymanie równowagi przez owada i kontroluje położenie jego ciała, zwłaszcza podczas lotu.
Badacze stwierdzili, że narząd Johnstona u lecącej ćmy działa jak żyroskop. Dzięki wibracjom czułków, pozostających w stałej pozycji podczas lotu, narząd ten wykrywa gdzie i kiedy ciało ćmy porusza się w odniesieniu do pozycji czułków. Jest to więc funkcja podobna do działania żyroskopu instalowanego na statkach i samolotach, który lokalizuje pojazd w pewnej sferze odniesienia w stosunku do ich ruchu. Narząd wysyła informację do mózgu owada, dzięki czemu owad może zmienić lot, korygując położenie ciała. Możliwe jest, że wyniki tych badań zostaną wykorzystane w projektowaniu owadopodobnych robotów. 
Dodatkowo narząd Johnstona pełni funkcję narządu słuchowego owadów, co stwierdzono u komarów i wywilżny karłowatej (Drosophila melanogaster). U owadów tych pozwala on samcowi dostroić się do dźwięków nadawanych przez poszukującą partnera samicę.
Obecność tego narządu odróżnia gromadę owadów od innych sześcionogów (Hexapoda), a mianowicie gromady skrytoszczękich (Entognatha), do których należą trzy rzędy: skoczogonki (Collembola), pierwogonki (Protura) oraz widłogonki (Diplura), u których narząd ten nie występuje.